# Xeneretmus latifrons
Xeneretmus latifrons és una espècie de peix pertanyent a la família dels agònids.

## Descripció
- Fa 19 cm de llargària màxima.
- Aleta caudal arrodonida.
- Aletes pèlviques petites.[6][7]

## Reproducció
Les larves són pelàgiques.

## Alimentació
Menja quasi exclusivament crustacis (sobretot, Mysida).

## Hàbitat
És un peix marí i batidemersal que viu entre 18 i 400 m de fondària.

## Distribució geogràfica
Es troba al Pacífic oriental: des de la Colúmbia Britànica fins al nord de la Baixa Califòrnia (Mèxic).

## Observacions
És inofensiu per als humans.